# Sociedade Kant Brasileira
A Sociedade Kant Brasileira é uma associação acadêmica sem fins lucrativos fundada em 1989 para promover os estudos kantianos no Brasil, concentrando a maioria dos pesquisadores que têm interesse no estudo filosófico da obra de Immanuel Kant. Promove periodicamente eventos como seminários, encontros e congressos sobre a filosofia de Kant, tendo o último Congresso da SKB sido promovido na Universidade Estadual de Campinas, em 2018. Além disso, a SKB publica um periódico acadêmico quadrimestral, a Studia Kantiana, que é referência nos estudos kantianos brasileiros.

## Presidentes
- Željko Loparić (UNICAMP) (1989-1994)
- Valerio Rohden (UFRGS) (1994-2006)
- Ricardo Ribeiro Terra (USP) (2006-2010)
- Ubirajara Rancan de Azevedo Marques (UNESP-Marília) (2010-2014)
- Maria de Lourdes Alves Borges (UFSC) (2015- ) [1][4][5][6]